# Saladin
Pour les articles homonymes, voir Saladin (homonymie) et An-Nasir.
Saladin (kurde : سەلاحەدینی ئەییووبی, Selahedînê Eyûbî, arabe : صلاح الدين الأيوبي,), né à Tikrit en 1138 et mort à Damas le 4 mars 1193, est le premier dirigeant de la dynastie ayyoubide, dynastie kurde qui tient son nom de son père Najm al-Dīn Ayyūb et qui a régné sur l'Égypte de 1169 à 1250 et sur la Syrie de 1174 à 1260. Saladin dirige l'Égypte de 1169 à 1193, Damas de 1174 à 1193 et Alep de 1183 à 1193.
D'origine kurde, Saladin sert d'abord l'émir zengide de Syrie, Nur ad-Din. Envoyé en Égypte, où règne la dynastie fatimide déclinante, il y est nommé vizir en 1169 et abolit le califat fatimide en 1171. Il s'empare du pouvoir en Syrie après la mort de Nur ad-Din en 1174. Il concentre ensuite ses efforts contre les différents États latins d'Orient, dont il est le principal adversaire durant le dernier tiers du XIIe siècle, et mène les musulmans à la reconquête de Jérusalem en 1187. Il affronte ensuite la troisième croisade, menée par les rois de France Philippe Auguste et d'Angleterre Richard Cœur de Lion, et conclut avec Richard une paix qui lui permet de conserver Jérusalem.
Son nom entier durant son règne fut Al-Malik an-Nāsir Ṣalāḥ ad-Dīn Yūsuf. An-Nāsir signifie en arabe « celui qui reçoit la victoire de Dieu », et Saladin (Ṣalāḥ ad-Dīn) la « rectitude de la Foi ».

## Biographie
Saladin, fils d'Ayyûb, est le fils d'un officier kurde né à Tikrit, sur le Tigre, d'une famille originaire de Dvin, l'Arménie antique. Peu après sa naissance, sa famille quitte Tikrit et se rend à la cour de Zengi, atabeg de Mossoul. Ce dernier nomme Ayyub gouverneur de Baalbek et Shirkuh (oncle de Saladin) officier dans son armée. Il entre au service de Nur al-Din (ou ed-Dîn) fils et héritier de Zengi, atâbeg (ou seigneur) de Mossoul et d'Alep, fondateur de la dynastie zengide.

### La conquête de l’Égypte
En 1163, Nur ad-Din, le fils de Zengi, envoie Shirkuh rétablir Shawar au vizirat. Nur ad-Din, sunnite, était peu enclin à intervenir dans les affaires du califat fatimide chiite, mais il ne peut pas se permettre de laisser les Francs occuper le pays. La première expédition se termine par un demi-succès, Shawar est rétabli, mais n’a pas versé les indemnités à Shirkuh. En 1167, une seconde expédition est envoyée en Égypte, au cours de laquelle Saladin accompagne son oncle. Saladin assure notamment la défense d’Alexandrie, pendant que Shirkuh combat en Haute Égypte. Finalement, une paix est conclue entre Égyptiens, Francs et Zengides et les armées franques et zengides évacuent l’Égypte. En 1169, une troisième expédition permet à Shirkuh de s’emparer du vizirat, mais il meurt peu après, le 23 mars 1169.
Les conseillers du calife fatimide Al-Adid lui conseillent de nommer Saladin comme vizir, espérant profiter de sa jeunesse et de son inexpérience. Mais Saladin ne se laisse pas contrôler et remplace les fonctionnaires égyptiens dont le loyalisme n'est pas jugé à toute épreuve par ses proches. L’homme de confiance du calife, eunuque nommé al-Mûtamen al-Khilâfa, tente de faire appel aux Francs : son message est intercepté et Saladin le fait discrètement décapiter le 20 août 1169. La garde noire, dont les membres étaient très liés aux fonctionnaires disgraciés, se révolte : Saladin envoie son frère Fakhr al-Dîn Tûranshâh les combattre et les gardes sont massacrés après deux jours de combats très rudes, le 23 août. Saladin fait venir auprès de lui la plupart des membres de sa famille et les installe en Égypte sur des domaines confisqués à de riches propriétaires ayant soutenu la révolte,.
Le 16 octobre 1169, l’armée franque menée par le roi Amaury Ier de Jérusalem quitte Ascalon et atteint l’Égypte le 25 octobre et, rejoint par une flotte byzantine, met le siège devant Damiette. Saladin pressent que la situation au Caire n'est pas sûre et craint une révolte s'il quitte la ville pour défendre Damiette. Il envoie une armée commandée par son oncle Sihab al-Din Mahmoud et son neveu Taqi al-Din Omar, qui réussit à ravitailler Damiette et à la doter d'une garnison. La mésentente s'installe entre Francs et Byzantins et le siège est levé le 19 décembre. Amaury tente ensuite de conclure une alliance avec Saladin contre Nur ad-Din, sentant que Saladin commence à envisager son indépendance vis-à-vis de Nur ad-Din.
Saladin entoure la capitale d'un mur de calcaire qui s'étend d'al-Qahira jusqu'à Fostat et au Nil. Au centre de ce système défensif se trouve la Citadelle, d'où le nouveau souverain gouverne le pays. Ouverte désormais au peuple, al-Qahira, dont les palais sont démolis, abrite les caravansérails, les souks et les demeures des commerçants, des artisans et des bourgeois du nouveau régime.
En décembre 1170, il tente une incursion dans le royaume de Jérusalem sur le fort de Daron, mais Amaury Ier l'oblige à battre en retraite.
En 1171, Nur ad-Din, sunnite, lui ordonne d'abolir le califat chiite d'Égypte et de placer le pays sous l'autorité morale du calife abbasside de Bagdad, Al-Mustadhî bi-'Amr Allah. Saladin hésite, car il tient son poste du calife : abolir le califat risque de compromettre la légitimité de son pouvoir. Finalement, un habitant de Mossoul en visite au Caire monte en chaire et prononce la prière au nom du calife de Bagdad le 10 septembre 1171. Al-Adid, mourant, n'est pas informé de l'événement et meurt peu après.
L'abolition du califat fatimide donne une dimension internationale à Saladin, qui ne se contente pas d'un simple rôle de gouverneur au nom de Nur ad-Din. Malgré les déclarations de soumission et de vassalité, il cherche à se rendre indépendant, trouve toujours un prétexte pour ne pas rejoindre les troupes de Nur ad-Din lors d'actions contre les Francs. Il charge également Shams al-Dawla Tûrân Shâh, un de ses frères, de faire la conquête du Yémen pour se ménager une terre de repli et de refuge. Les Francs profitent de ces dissensions pour fomenter une révolte chiite en Égypte, mais elle est découverte et écrasée par Saladin le 6 avril 1174,. À la même époque, Nur ad-Din prépare une expédition pour soumettre Saladin, quand il meurt à Damas le 15 mai 1174,. Le 11 juillet, c'est au tour d'Amaury Ier de décéder.
À la mort de Nur al-Din en 1174, Saladin doit affirmer son autorité sur l’Égypte fatimide. Pour asseoir la dynastie ayyoubide naissante, il met en œuvre dès 1176 un important programme de fortifications. Il intervient à la fois sur Le Caire et Fustat, réunis pour constituer la capitale de son nouvel empire, qu’il entoure d’une muraille de 20 km de long et au-dessus de laquelle une puissante citadelle illustre son pouvoir, mais aussi sur les principales positions côtières et sur la voie de communication qu'il met en place pour traverser le Sinaï entre Sadr et Ayla.

### L’œuvre de Saladin

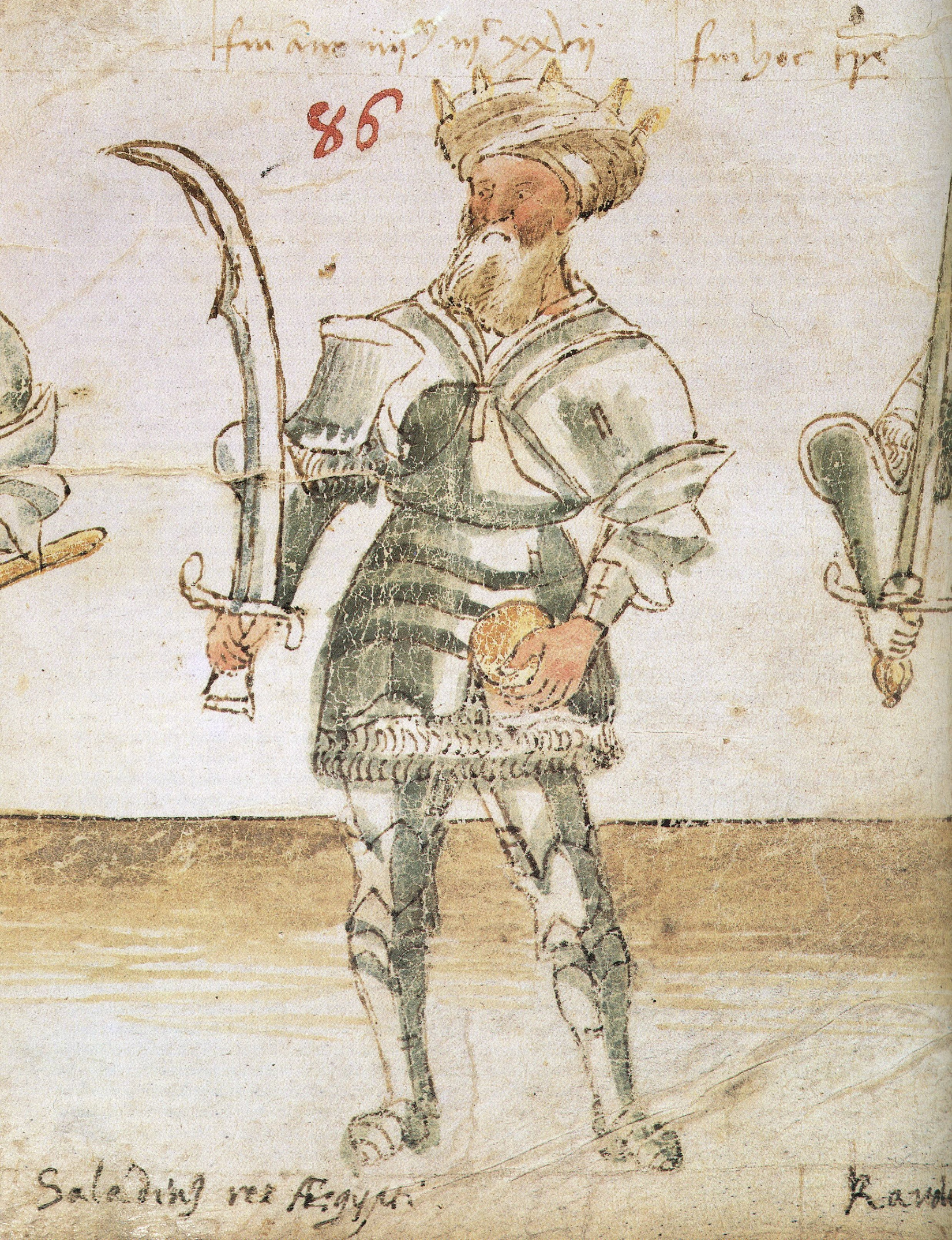
« Saladinus rex Ægypti », manuscrit du XVe siècle.

En 1174, le contexte politique du Levant devient très favorable à Saladin : à Jérusalem, le roi Amaury Ier meurt en laissant le royaume à un fils mineur, Baudouin IV le Lépreux. Le régent, Miles de Plancy, ne prend pas toujours les bonnes décisions vis-à-vis de l’Égypte et le royaume se place dans une position défensive. À Alep, Nur ad-Din laisse également un enfant, As-Salih Ismaïl al-Malik, mais les lieutenants de Nur ad-Din luttent pour la régence, et un neveu écarté du pouvoir se révolte.
Durant les vingt années qui lui restent à vivre, Saladin se consacre à deux tâches :
- d’abord, reprendre à son compte le programme de Zengi puis de son fils Nur ad-Din et unifier les musulmans de Syrie et d’Égypte sous une seule autorité pour faire bloc contre les Francs et pour éviter que les actions d’un émir ne compromettent le Djihad, comme ce fut le cas par le passé ;
- ensuite, lutter contre les Francs, reprendre les territoires qu’ils occupent en Palestine et les chasser du Levant.

#### L'unification du Proche-Orient musulman

##### Occupation de Damas (1174)
Nur ad-Din laisse trois gouverneurs dans chacune des villes principales de son royaume. Ibn al-Dâya gouverne Alep, Ibn al-Muqaddam Damas, où se trouve le prince héritier, et Gümüchtekîn Mossoul. Gümüchtekîn se rend à Damas, emmène avec lui le prince As-Salih Ismaïl al-Malik, puis se rend à Alep, qui est la capitale du royaume zengide, et s’installe au pouvoir en écartant Ibn al-Dâya. Pendant ce temps, Saif ad-Din Ghazi, neveu de Nur ad-Din, profite de l’absence de Gümüchtekîn pour s’emparer de Mossoul. À Damas, Ibn al-Muqaddam, apprenant la prise de pouvoir de Gümüchtekîn, s’inquiète et offre Damas à Saif ad-Din Ghazi ; mais ce dernier, occupé à consolider sa prise de pouvoir à Mossoul, ne peut pas intervenir. Ibn al-Muqaddam fait alors appel à Saladin, qui pénètre dans la ville le 27 novembre 1174, accueilli par une foule en liesse qui n’a pas oublié les périodes où Ayyub et Shirkuh étaient gouverneurs de la ville. Il maintient une fiction de régence en proclamant qu’il n’est que l’humble sujet d’Al-Salih Malik et qu’il n’intervient en Syrie que pour protéger les intérêts du jeune prince face aux Francs.

##### Les contre-attaques zengides (1175 et 1176)
Saladin fait ensuite route vers le nord, prend Homs le 10 décembre 1174, Hama le 28 décembre et se présente devant Alep le 30 décembre. Mais la ville refuse de se rendre ; Al-Salih n’hésite pas à haranguer la foule malgré ses douze ans, rappelant les bienfaits de son père et l’ingratitude de Saladin. En même temps, le régent fait appel aux Ismaëliens, qui tentent d’assassiner Saladin mais échouent, et aux Francs, qui, sous la conduite du nouveau régent Raymond III de Tripoli assiègent Homs, obligeant ainsi Saladin à lever le siège d’Alep le 1er février 1175 pour secourir Homs.
Le chef de la famille zengide, l’atabeg de Mossoul Saif ad-Din Ghazi II (cousin de As-Salih Ismaïl al-Malik) envoie au printemps 1175, en Syrie, une armée commandée par son frère Izz ad-Din Mas’ud, qui fait sa jonction avec les troupes d’Alep puis marche vers le sud de la Syrie. Saladin offre de rendre Homs et Hama contre le retour de l’armée, mais les zengides exigent également Damas. Saladin engage alors le combat le 23 avril 1175 à Qurûn Hamâ et bat les Zengides. Après cette victoire, il cesse définitivement de faire allégeance aux Zengides, de faire battre monnaie et de faire dire la prière au nom d’As-Salih Ismail. Il se proclame prince souverain. Il assiège même le prince à Alep et ne lève le siège qu’après que le prince a accepté le protectorat ayyoubide.
Au printemps 1176, Saif ad-Din Ghazi II rassemble une coalition des émirs de la Jazira et du Diyarbékir, tente une ultime attaque avec les troupes d’Alep commandées par Gümüchtekîn. La bataille est engagée contre Saladin le 22 avril 1176 à Tell al-Sultân et se solde de nouveau par une victoire de Saladin. Profitant de son succès, ce dernier s’empare des forteresses de Bizâ’a et de Menjib, coupant les communications entre Alep et Mossoul, et assiège Alep le 26 juin, mais toujours sans succès, tant les Alépins sont acharnés à défendre leur indépendance. Il s’attaque ensuite aux Ismaëliens, après une seconde tentative d'assassinat contre lui le 22 mai 1176 et assiège une de leurs villes citadelles, Masyaf, en mai-juin 1176, mais doit également abandonner le siège.

##### La poursuite de la lutte (1179 à 1181)
Des guerres contre les Francs ne lui permettent pas de poursuivre l’unification dans les deux années qui suivent, et ce n’est qu’en 1179 qu’il reprend l’offensive, cette fois contre Kılıç Arslan II, sultan seldjoukide du Roum, qui attaque Raban, appartenant à un vassal de Saladin dans le Commagène. Puis deux princes zengides meurent, Saif ad-Din Ghazi à Mossoul le 29 juin 1180 et Al-Sahil Ismail à Alep le 4 décembre 1181. À Saif ad-Din succède son frère Izz ad-Din Mas’ud Ier, également désigné comme successeur par Al-Sahil Ismail. Saladin, qui se trouvait alors en Égypte, ne peut pas profiter des périodes de troubles qui accompagnent une succession. Izz ad-Din Massud est accueilli avec enthousiasme. La ville de Hama se révolte également par loyalisme zengide et malgré la présence d’un gouverneur ayyoubide ; Izz ad-Din Massud aurait peut-être pu reprendre Damas s’il avait fait preuve d’audace, mais il laisse passer sa chance. Pire, il cède aux récriminations de son frère Imad ad-Din Zengi et lui cède Alep en échange de Sinjar, brisant ainsi l’unité de l’empire zengide.

##### Prise d'Alep (1183)
En septembre 1182, Saladin reprend l’offensive contre Izz ad-Din Mas'ud, prend Édesse et occupe la Jazîra. Puis il met le siège devant Mossoul le 10 novembre 1182. Izz ad-Din fait alors appel à tous les émirs voisins qui interviennent et montrent leur soutien à Mossoul de sorte que Saladin, qui ne veut pas voir sa réputation de chef du djihad contre les Francs entaché par ses ambitions, fait marche arrière et lève le siège. De plus, les Zengides avaient passé des accords avec Baudouin IV, roi de Jérusalem, qui entreprend des opérations de diversion.
Après avoir tenté en vain de prendre Mossoul, Saladin se présente devant Alep au mois de mai 1183. La population est dans les mêmes dispositions que lors des sièges précédents et la cité paraît imprenable. Mais Imad ad-Din Zengi, avare de nature, hésite à rémunérer les défenseurs et préfère s’entendre avec Saladin. Il lui cède Alep moyennant la possession de plusieurs places fortes, Sinjar, Raqqa, Saruj et Nisibin, où il se retire le 12 juin 1183 avec ses richesses, quittant Alep sous les huées de la population. L’unification de la Syrie était terminée et Mossoul, dirigée par un prince de petite envergure, ne risquait pas d’inquiéter Saladin qui en deviendra même le suzerain.

#### La lutte contre les Francs

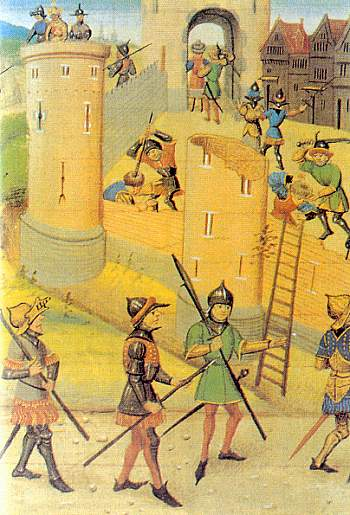
Saladin à l'assaut de Jaffa.

Même si l’unification de la Syrie musulmane est restée son objectif principal jusqu’en 1183, Saladin n’a pas hésité à combattre les Francs, d’une part quand il pouvait tirer parti d’une opportunité, d’autre part pour asseoir sa position et sa réputation de meneur du djihad contre les Francs.

##### Face à Baudouin le lépreux

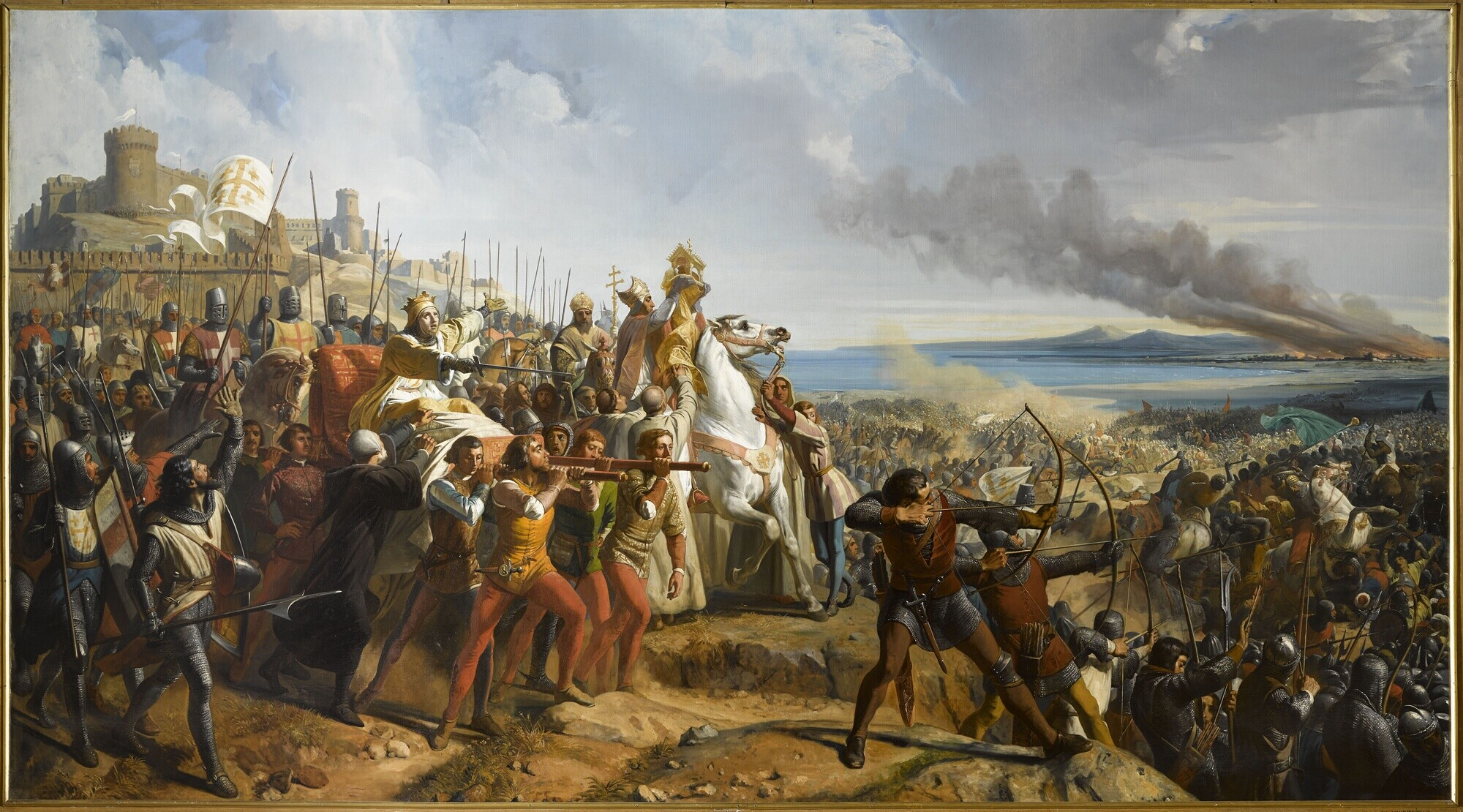
Bataille de Montgisard.

La première occasion survient en novembre 1177. Thierry d’Alsace, comte de Flandre est arrivé avec son armée, et les Francs en profitent pour lancer des opérations contre Hama (octobre 1177) puis Harim (novembre 1177). Par ses espions, Saladin apprend que la plus grande partie des forces franques se trouvent ainsi occupées dans le nord de la Syrie ; il décide de lancer une attaque dans le sud du royaume de Jérusalem en partant de l’Égypte. La garnison templière de Gaza résiste et Saladin laisse la ville pour assiéger Ascalon, défendue par Baudouin IV qui, prévenu à temps, a pu réunir une petite armée pour résister. Saladin commence à établir un siège, puis estimant qu’il n’a plus d’armée entre lui et Jérusalem, lève le camp et prend la direction de Ramla et de Lydda. Mais la discipline de ses troupes, trop confiantes, se relâche, et les émirs commencent à piller le pays. Pendant ce temps, Baudouin a quitté Ascalon et fait la jonction avec les Templiers de Gaza, puis entreprend un mouvement tournant qui attaque l’armée de Saladin, désorganisée, sur son flanc. La surprise est totale et Saladin subit le 25 novembre 1177 à Montgisard une sévère défaite.
Saladin prend sa revanche deux ans plus tard. Le 10 avril 1179, au retour d’un raid autour de Damas, Baudouin IV et le connétable Onfroy II de Toron sont attaqués dans la forêt de Panéas par un neveu de Saladin. Baudouin parvient à s’échapper, mais Onfroy est tué dans l’engagement. Le 10 juin 1179, les chevaliers de Baudouin, qui se précipitent sur Saladin sans attendre les fantassins et morcellent ainsi leur armée, causent la défaite franque lors de la bataille de Marj Ayoun. Fort de son succès, Saladin assiège en août le château du Gué de Jacob. Baudouin avait entamé la construction de cette forteresse quelques mois auparavant pour contrôler le passage du Jourdain et protéger Jérusalem contre les incursions musulmanes. Le 23 août 1179 il lance ses troupes contre la place forte, la prend et la fait détruire. Mais une sécheresse épuise les ressources de Damas et Baudouin et Saladin concluent une trêve en mai 1180. Cette trêve ne concerne que le royaume de Jérusalem et Saladin tente une incursion dans le comté de Tripoli, avant de conclure une autre trêve avec le comte Raymond III.
Renaud de Châtillon, ancien prince d’Antioche, avait été libéré en 1177, après une captivité de seize ans à Alep. Il avait alors épousé Étiennette de Milly, dame d’Outre-Jourdain. Ce seigneur brigand profite de la position de son fief sur la route reliant Damas à l’Égypte pour attaquer et piller les caravanes musulmanes, au mépris des trêves et malgré les rappels à l’ordre de Baudouin. Au printemps 1182, Renaud viole une nouvelle fois la trêve et capture quinze mille pèlerins qui se rendent à la Mecque ; Baudouin veut les faire relâcher, sans succès. Saladin concentre une armée à Damas et Baudouin réunit l’ost pour défendre le krak de Moab, dans l’Outre-Jourdain, mais un neveu de Saladin, Farrûk-Shah, en profite pour effectuer une importante razzia en Galilée. En juin, Saladin tente d’envahir la Samarie, mais Baudouin le tient en échec. Au mois d’août, il attaque Beyrouth, mais l’arrivée de l’armée de Baudouin l’oblige à lever le siège. Alors Saladin délaisse les Francs et entreprend des campagnes contre les Zengides, qui se terminent avec la prise d’Alep en 1183.
La situation devient très précaire pour les Francs, presque encerclés par les possessions de Saladin. De plus, la lèpre dont souffre Baudouin s’aggrave, et ce dernier doit confier la lieutenance générale du royaume à son beau-frère Guy de Lusignan. En octobre 1183, Saladin envahit la Galilée et Guy de Lusignan se porte à sa rencontre. Les deux armées se font face aux Fontaines de Tubanie, mais les barons francs constatent qu’ils sont dans une posture défavorable et refusent d’engager le combat qu’ils jugent perdu. Ils tiennent toutefois leur position et Saladin est contraint de se replier.
Peu avant, Renaud de Châtillon avait conçu une expédition particulièrement audacieuse pour prendre La Mecque. Sa flotte part au début de l’année 1183 et se dirige vers les abords de Médine et de La Mecque. Mais Al-Adel, qui gouverne alors l’Égypte pour son frère Saladin, envoie une escadre qui détruit la flotte franque. Les membres de l’expédition sont capturés et décapités, et une haine inexpiable oppose désormais Saladin à Renaud de Châtillon. En novembre, Saladin attaque de nouveau le krak de Moab, mais Baudouin, gravement malade, fait convoquer son armée pour obliger Saladin à lever le siège le 4 décembre 1183.
Saladin retente le siège vers la mi-août 1184, mais une nouvelle intervention du roi de Jérusalem l’oblige à battre retraite le 4 septembre 1184.
Baudouin IV meurt le 16 mars 1185 et son neveu Baudouin V, ou Baudouinet, âgé de neuf ans, lui succède sous la régence du comte Raymond III de Tripoli. Ce dernier entreprend une politique de paix avec Saladin qui permet à ce dernier de s’attaquer de nouveau à Mossoul, mais sans succès. Des dissensions apparaissent au sein de sa famille et il commence à remplacer aux postes clés ses frères par ses fils. Sur ce, Baudouin V meurt en septembre 1186 et Guy de Lusignan monte sur le trône,.

##### Guy de Lusignan, Hattin et la prise de Jérusalem

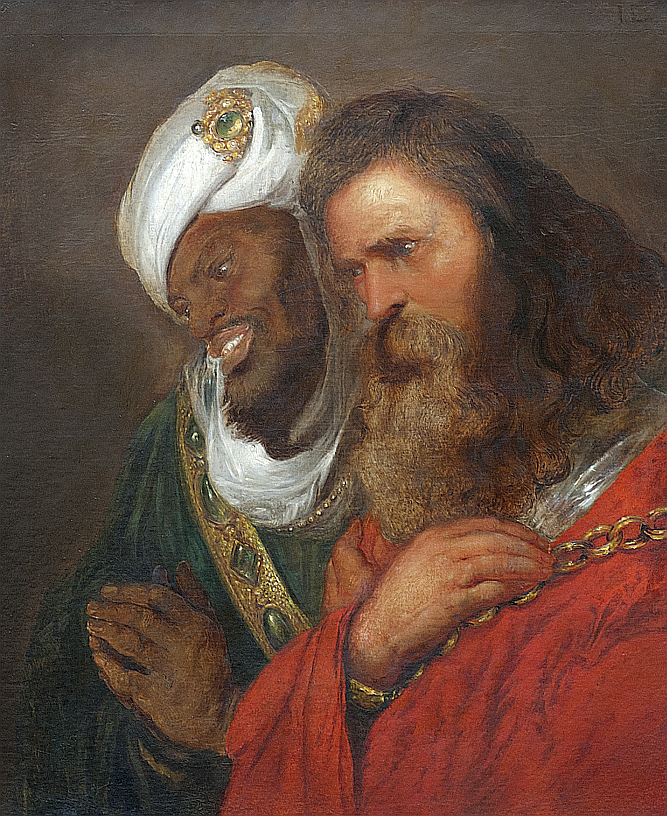
Saladin et Guy de Lusignan après la bataille de Hattin, peinte par Jan Lievens en 1625.

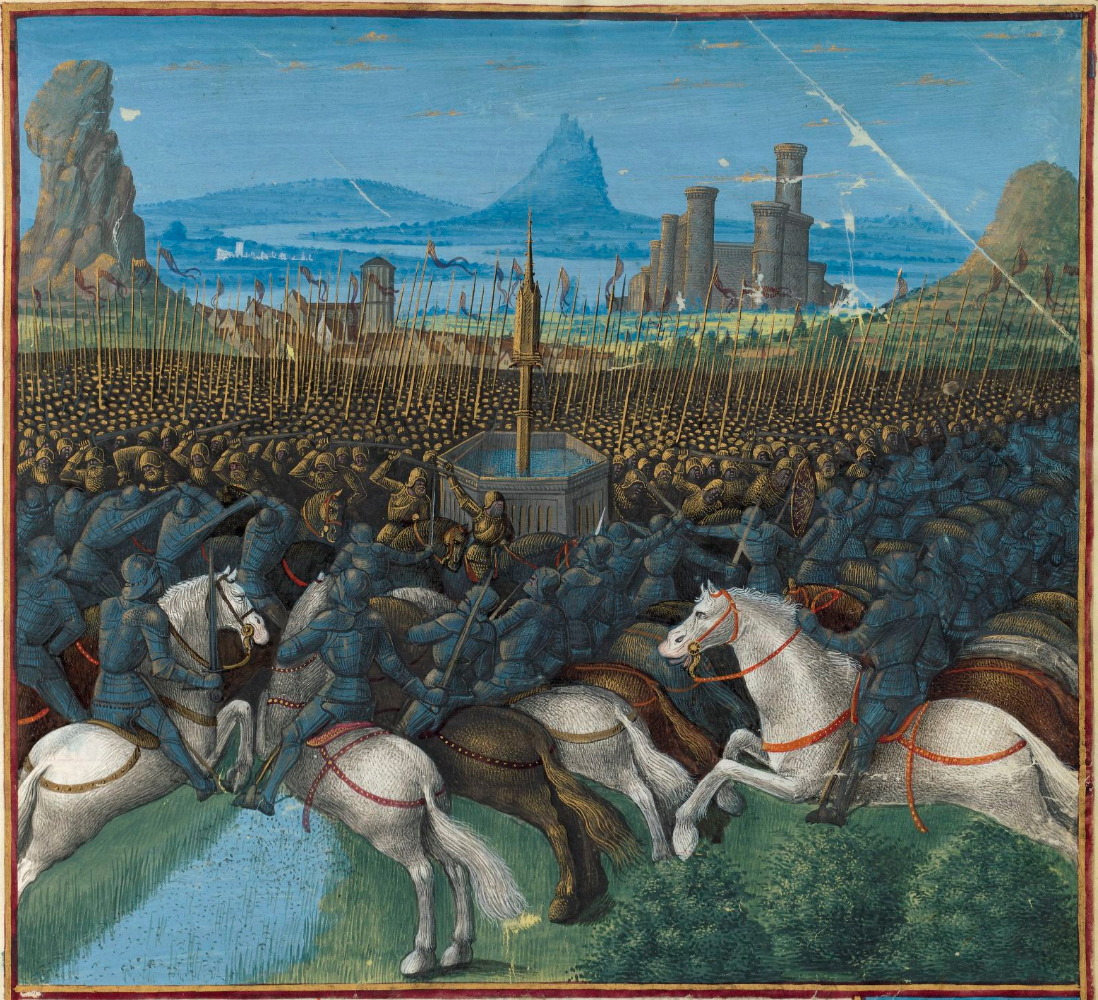
La bataille de Hattin.

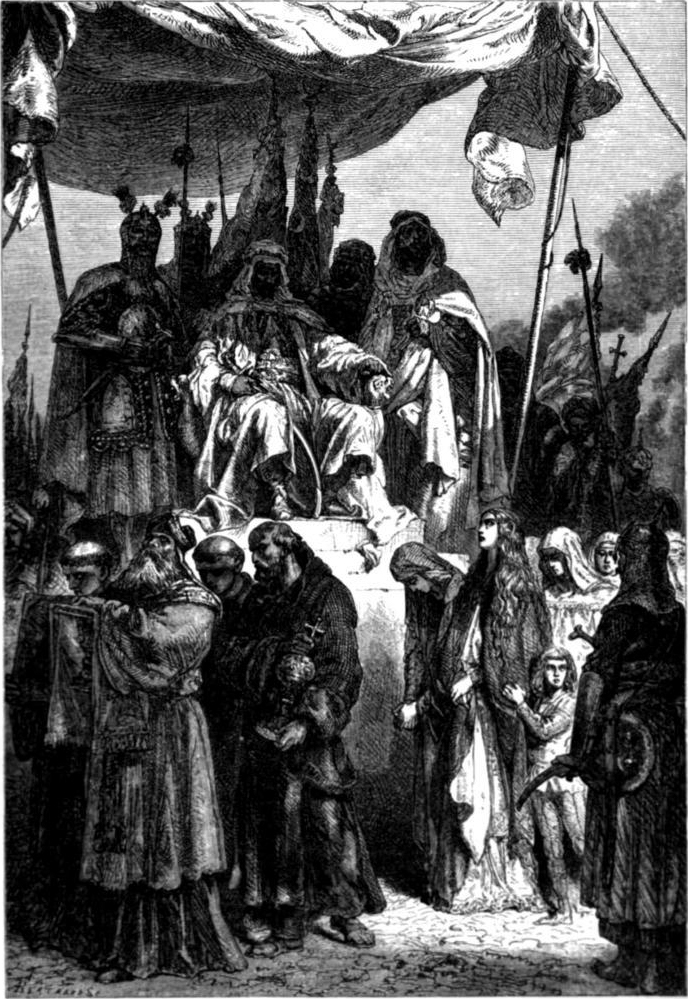
Les chrétiens de la ville sainte défilant devant Saladin.

Guy de Lusignan n’a été accepté comme roi par les barons qu’avec réticences et seulement grâce au soutien de barons comme Josselin III d'Édesse, Renaud de Châtillon et Gérard de Ridefort, le maître du Temple. Ces derniers sont favorables à une reprise de la guerre contre Saladin, alors que le parti de Raymond III de Tripoli préfère temporiser et attendre la mort de Saladin, qui ne manquera pas de susciter des querelles de succession,.
C’est encore Renaud de Châtillon qui rompt les trêves en attaquant et en pillant au début de l’année 1187 une caravane dans laquelle se serait trouvée la sœur de Saladin. Saladin demande réparation à Renaud qui refuse, puis à Guy de Lusignan qui se révèle incapable de faire obéir son vassal,.
Pour châtier Renaud de Châtillon et en finir avec les Francs, Saladin lance un appel au jihad au printemps 1187 et les troupes musulmanes commencent à se rassembler à Damas. En mai, il part ravager la seigneurie d’Outre Jourdain. Puis il fait une incursion sur Séphorie où il défait et massacre une armée templière. Au mois de juin, il attaque et assiège Tibériade et Guy de Lusignan décide de se porter à sa rencontre pour le combattre. La bataille est livrée le 4 juillet à Hattin et l'armée croisée, encerclée après une marche épuisante, est assoiffée et anéantie. Une grande partie de la noblesse franque, dont Guy de Lusignan, Renaud de Châtillon, Gérard de Ridefort est capturée. Renaud de Châtillon est exécuté peu après par Saladin d'un coup de sabre, ainsi que tous les Templiers et les Hospitaliers.
Son secrétaire Imad ed-Din indique que Saladin « ordonna qu’ils soient décapités », choisissant de les voir morts plutôt qu’emprisonnés. Un cortège d’érudits islamiques et de soufis et un certain nombre d’hommes dévots et ascétiques l’accompagnaient ; chacun d’entre eux sollicitait d’être autorisé à participer à l’exécution, et tirait son sabre, et remontait ses manches. Saladin, le visage gai, siégeait sur son estrade ; les infidèles affichaient un noir désespoir.
N’ayant que peu de résistance face à lui, Saladin entreprend la conquête du royaume de Jérusalem. Pour éviter d’être pris à revers par des renforts chrétiens, il commence par prendre les ports du royaume, au cours de l’été 1187. Seule la ville de Tyr, défendue par Conrad de Montferrat résiste avec succès au siège de Saladin. Ayant ainsi assuré ses arrières, il se rend avec son armée à Jérusalem et met le siège devant la ville le 20 septembre 1187, assurant qu’il fera subir aux chrétiens le même sort que celui des musulmans lors de la prise de Jérusalem. Mais la ville, défendue par Balian d'Ibelin, résiste et accepte de se rendre contre la vie sauve de ses habitants, moyennant le paiement d’une rançon.
Il permet aux chrétiens de quitter les villes conquises et de regagner sains et saufs la côte avec une partie de leurs biens, fait rare pour l'époque et qui lui vaut l'estime de ses adversaires. À Jérusalem, il rend à l'Islam l'église du Temple (Mosquée Al-Aqsa) mais laisse aux chrétiens le Saint-Sépulcre et rend aux juifs leurs synagogues, supprimées par les Croisés. Cette mansuétude fait beaucoup pour l'édification de l'image du « Chevalier de l'islam ».
Saladin entame ensuite des négociations avec Renaud Granier afin d'obtenir la reddition de la ville de Tyr mais celles-ci sont interrompues par l'arrivée de Conrad de Montferrat qui prend le commandement des défenseurs. Devant le refus de Conrad de céder la ville, Saladin lance plusieurs assauts mais sans succès. Le 2 janvier 1188, ayant subi de lourdes pertes, il décide de se replier sur Acre.
Saladin s’attaque ensuite à la conquête du comté de Tripoli et de la principauté d'Antioche durant l’année 1188, mais ne parvient pas à prendre leur capitale, malgré la complicité de Sibylle de Burzey, femme de Bohémond III, prince d’Antioche, qui renseigne Saladin sur les mouvements de troupes et sur les dispositions des Francs. De même Renaud Granier, comte de Sidon, résiste avec succès dans le château de Beaufort.

##### La Troisième croisade

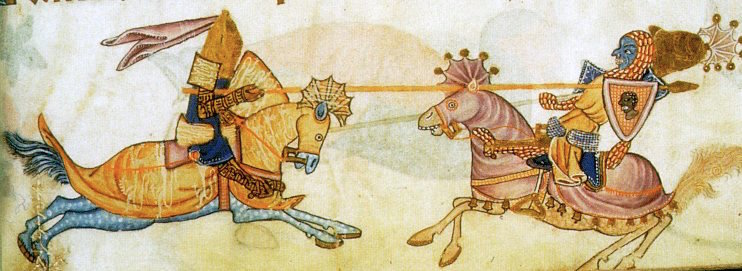
Richard Cœur de Lion et un adversaire sarrasin, peut-être Saladin (psautier de Luttrell).

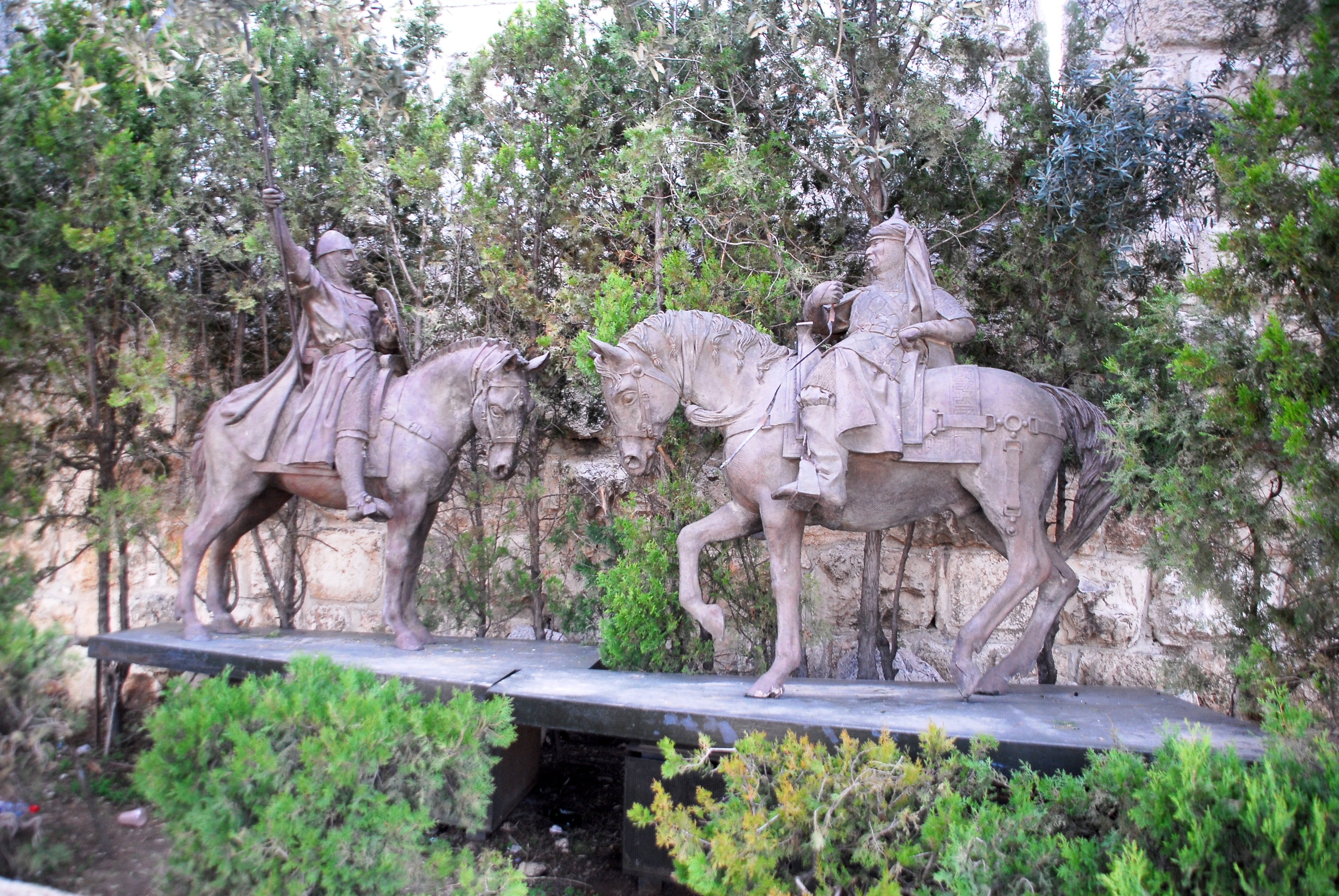
Statue de Richard et Saladin à Jérusalem, porte de Jaffa.

En plus d’assurer avec succès la défense de Tyr, Conrad de Montferrat envoie des messagers pour avertir l’Europe de la situation critique des états latins d’Orient. À ces nouvelles, le pape lance un appel pour une nouvelle croisade auquel répondent les principaux souverains, Frédéric Ier Barberousse, empereur germanique, Philippe II Auguste, roi de France et Richard Cœur de Lion, roi d’Angleterre. Au printemps 1190, Saladin s’inquiète de la prochaine arrivée de l’armée de Frédéric Barberousse, qui a vaincu les Seldjoukides du Roum à la bataille d'Iconium (ou Qonya), mais l’empereur se noie en Cilicie et son armée se disperse.
Pendant ce temps, pour contrer l’efficacité de Conrad de Montferrat, Saladin libère Guy de Lusignan en août 1189, espérant que la médiocrité de ce dernier paralyse Conrad, mais ce dernier refuse à Guy l’accès de Tyr. Guy de Lusignan décide alors d’assiéger la ville d’Acre avec une poignée de chevaliers. Peu à peu l’armée assiégeante s’accroît de nouveaux arrivants, d’abord des rescapés de la croisade germanique, puis d’un détachement franco anglais conduit par le comte Henri II de Champagne et enfin des rois de France et d’Angleterre et de leur armée. Saladin tente de multiples attaques pour dégager la ville, appelle tous les princes musulmans au Jihad, mais ne peut empêcher sa prise le 12 juillet 1191.
Puis, alors que Philippe Auguste rentre en France, le roi Richard et son allié le grand-maître de l'ordre du Temple, Robert de Sablé entreprennent la conquête du littoral et déjouent la tactique de harcèlement que Saladin inflige aux croisés. Les deux armées s’affrontent à Arsouf le 5 septembre. Cependant, Richard n’exploite pas ses succès et ne saisit pas l’occasion qui aurait pu lui permettre de reprendre Jérusalem.
Convaincu que Jérusalem ne pourrait être défendue longtemps si elle venait à être capturée, Richard commence à se replier pour regagner la côte. Voyant une occasion de se venger de la défaite d'Arsouf, Saladin contre-attaque et, le 27 juillet, met le siège devant la ville de Jaffa, qui avait servi de base d'opérations pour Richard au cours de sa marche à l'intérieur des terres en direction de Jérusalem. Il prend la ville basse, mais pas la citadelle qui résiste. Mis au courant, Richard quitte alors sa flotte, rassemble rapidement une petite armée, et se précipite vers la ville. La bataille de Jaffa s'engage. Battu à deux reprises par Richard, les 1er et 5 août, Saladin est contraint de se replier vers Jérusalem.
L'échec de la contre-offensive de Saladin marque la fin des hostilités. Les deux armées sont épuisées et la Palestine est en état de ruine. Richard finit par conclure un traité de paix avec Saladin, reconnaissant la possession du littoral aux Francs et celle de l’arrière-pays palestinien aux Ayyoubides.
Malgré une grande maladresse diplomatique de la part de Richard peu après la prise de Saint-Jean-d'Acre, la relation entre les deux hommes était mêlée de respect et de rivalité militaire. Quand Richard fut blessé, Saladin offrit le service de son médecin personnel, Moïse Maïmonide ; à Arsuf, quand Richard perdit son cheval, Saladin lui en envoya deux en remplacement. Lors des négociations, il y eut même le projet de marier la sœur de Richard, Jeanne d'Angleterre, avec Al-Adel, frère de Saladin. Richard et Saladin arrivèrent à un accord pour Jérusalem en 1192 aux termes duquel la cité resterait musulmane mais serait ouverte aux pèlerins chrétiens.

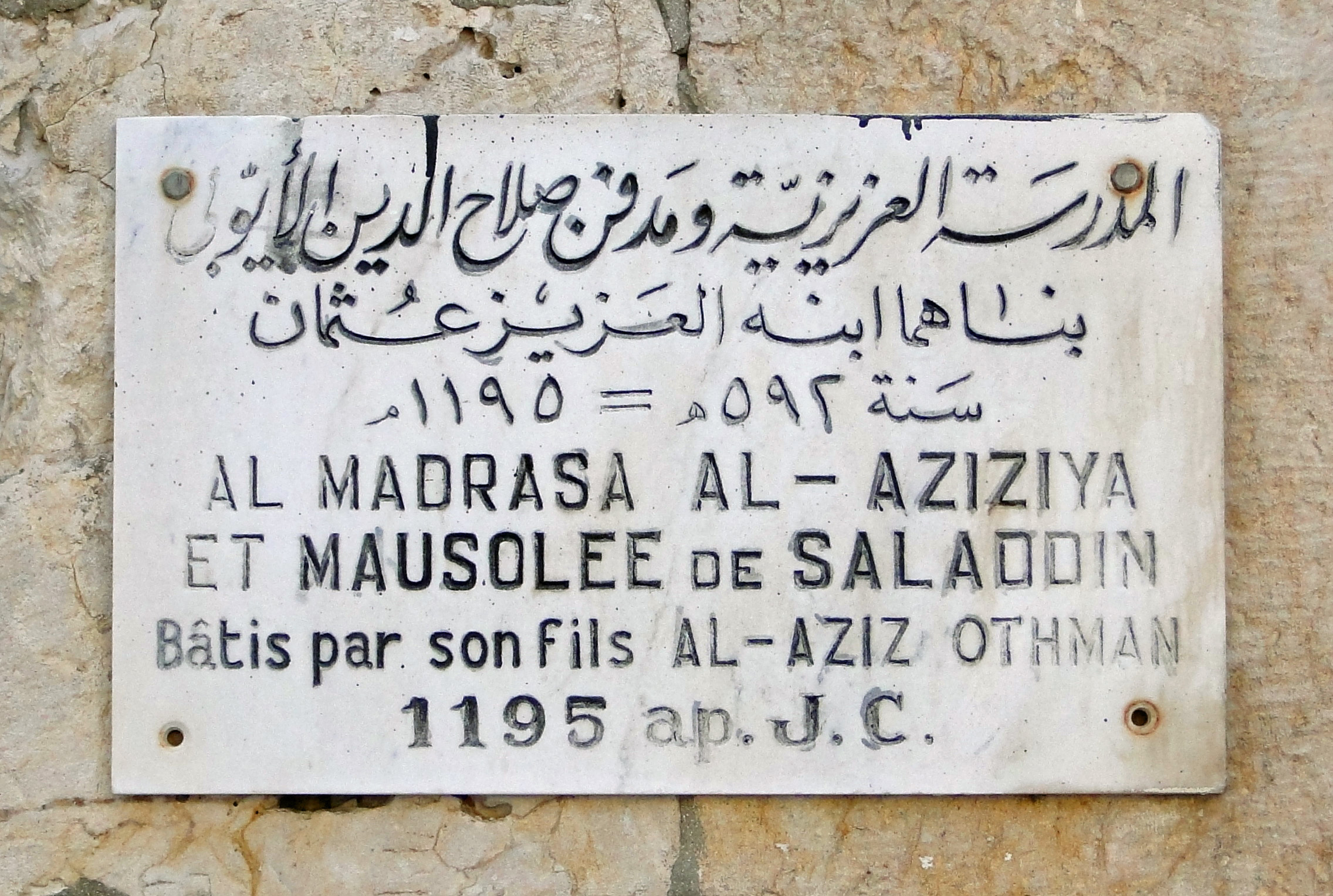
Plaque commémorative au à Damas.

Peu après le départ de Richard, Saladin meurt dans la nuit du 3 au 4 mars 1193 à Damas. On peut lire sur sa tombe: « Seigneur, accorde-lui sa dernière conquête, le paradis ». Après avoir examiné une série de preuves, Stephen J. Gluckman, professeur de médecine à l’École de médecine de l’Université de Pennsylvanie, a estimé que la typhoïde est la cause la plus probable de son décès.

## Le personnage
Saladin n'a jamais porté officiellement le titre de sultan, qui lui est pourtant donné par de nombreux contemporains. Il estimait que ce titre, correspondant au « bras séculier » du califat, revenait de droit aux Seldjoukides d'Iran. C'est seulement après l'élimination des Seldjoukides par les Mongols que les Ayyubides s'attribuent ce titre.
Éloge de Saladin par Usâma ibn Munqidh, qui fut l'un de ses compagnons d'armes :

« Plaise à Dieu d'embellir l'islam et ses fidèles en donnant longue vie à Salâh ad-Dîn, en les aidant par le tranchant de son épée et ses décisions, en les abritant dans l'ampleur de son ombre ! Et comme il a, pour eux, lavé de toute impureté les sources de ses mérites, puisse-t-il de même soumettre la terre à son très haut pouvoir de commander ou de défendre, et les têtes de ses ennemis à la sentence de son sabre. »

Le même ne se prive pas par ailleurs de trouver Saladin d'une brutalité excessive. Au cours d'une bataille près de Homs la pluie a rendu le sol impraticable pour les chevaux. Les fantassins se battent en corps à corps, l'un d'entre eux s'éloigne pour se réfugier dans Homs :
« Salâh ad-Dîn était posté avec moi, et nous regardions devant nous ces fantassins. L'un d'eux courut rejoindre ceux de Homs, auxquels il se mêla. Salâh ad-Dîn, qui l'avait vu dit à l'un de ses compagnons :
– Amenez ici l'homme qui était à côté du fuyard !
Quand ce fut fait, il demanda :
– Quel était celui qui se trouvait à côté de toi et s'est enfui pour aller à Homs ?
– Par Dieu, Seigneur, répondit le fantassin, je ne le connais pas.
– Tranchez-le par le milieu ! ordonna Salâh ad-Dîn [… Usâma essaie vainement d'adoucir la peine…]
Salah ad-Din dit :
– Quand quelqu'un déserte, on prend celui qui était à ses côtés et on lui coupe le cou, ou bien on le tranche par le milieu.
On l'entrava comme le voulait l'usage, et on le coupa en deux. »

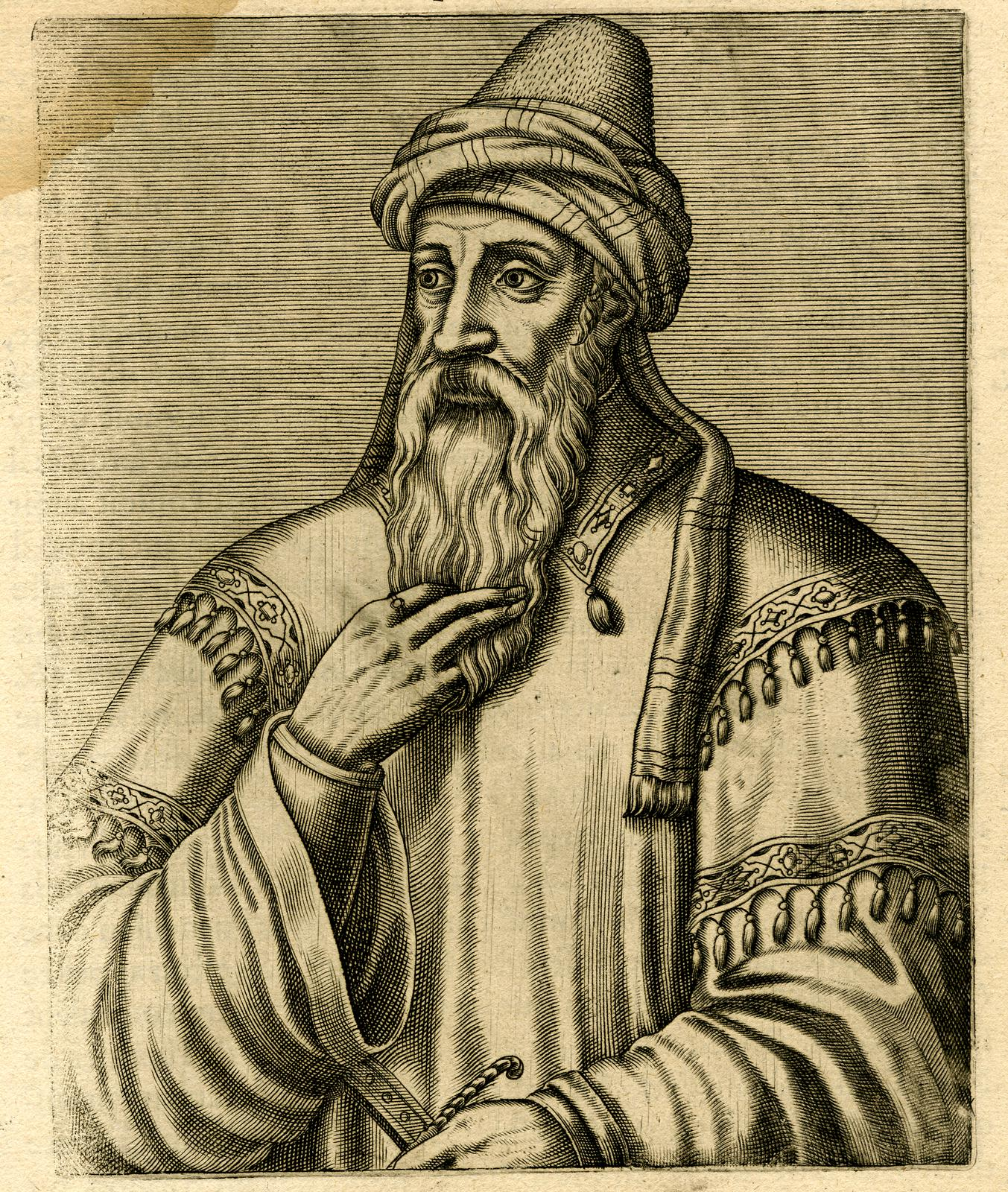
Portrait de Saladin selon André Thevet (Les vrais pourtraits et vies des hommes illustres grecz, latins et payens, 1584).

Malgré sa farouche opposition à la puissance chrétienne, Saladin gagna en Europe une immense réputation de souverain chevaleresque, à tel point qu'il exista au XIVe siècle un poème épique sur ses exploits et que Dante l'inclut parmi les âmes païennes des limbes.
L'empereur d'Allemagne Guillaume II, lors de sa visite à Damas en 1898, a offert à l'Empire ottoman la restauration du mausolée de Saladin construit en 1193, et un sarcophage de marbre. Actuellement dans le mausolée qui se trouve près de la mosquée des omeyyades, on trouve deux sarcophages : celui en marbre resté vide et celui en bois qui contient le corps de Saladin. Pour Guillaume II, il s'agissait d'honorer celui qui a vaincu à la fois l'Angleterre et la France.
La province de l'Irak actuelle qui contient la ville de Tikrit s'appelle en son honneur Salah ad-Din.

## Postérité

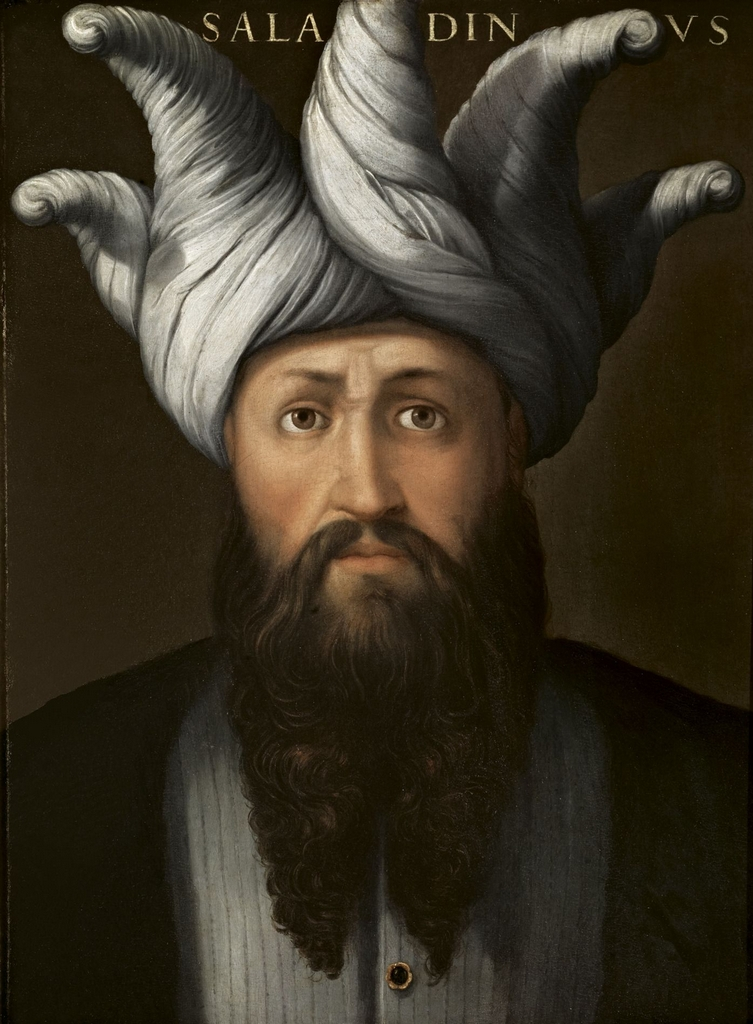
Cristofano dell'Altissimo, XVIe.

En 1176, Saladin épouse 'Ismat al-Dîn, fille de l'ancien émir de Damas Unur et veuve de Nûr al-Dîn, dans un mariage politique. Elle devait alors avoir plus de quarante ans, puisqu'elle avait épousé Nûr al-Dîn en 1147, et ne donna pas d'enfant à Saladin. Néanmoins, celui-ci semble avoir été très épris, comme l'indiquent les lettres qu'il lui envoyait alors qu'il était malade à Harrân, et la précaution prise par les médecins pour lui annoncer la mort de son épouse ('Ismat était déjà morte lors de la maladie de Saladin, mais on ne lui apprit la nouvelle que deux mois plus tard).
Saladin n'a pas eu d'autre épouse qu'Ismet Eddin Khatoun, mais de nombreuses concubines, qui lui ont assuré une nombreuse descendance. On en sait peu de choses, sinon que la naissance d'un fils entraînait automatiquement l'affranchissement de la concubine, que Saladin veilla à leur éducation religieuse et qu'elles le veillèrent dans ses derniers instants selon Ibn Shaddâd. Elles furent sans doute une dizaine et mirent au monde vingt-quatre enfants, dont six morts en bas âge. Saladin, à sa mort, était (selon le chroniqueur Aboulféda) père de dix-sept fils et d'une fille, parmi lesquels on compte :
- Al-Afdhal Nur ad-Din Ali (1169-1225), sultan de Damas ;
- Malik al-Aziz (1171-1198), sultan d’Égypte ;
- El-Malik ed-Zahir Ghazi (1171-1216), émir d’Alep ;
- El-Malik ed-Dafer Kader ;
- El-Malik es-Zahir Dawud (mort en 1234), émir d'El-Bira ;
- El-Moaddem Turan Shah (mort après 1250) ;
- Nosrat ed-Din (mort après 1250) ;
- une fille mariée à son cousin germain Al-Kâmil, sultan d’Égypte.

## Représentations dans les arts et la culture populaire

### Littérature

#### Roman
Dante cite de nombreux personnages dont Saladin au chant IV de l'Enfer : "Je vis Brutus, lui qui chassa Tarquin, / Julie, Lucrèce, et Martia, Cornélie; / Et seul, plus loin, je vis le Saladin." (Trad. Michel Orcel, L'Enfer, La Dogana, Genève, 2019.
Il est aussi l'un des personnages principaux des romans sur le roi Richard Cœur de Lion, de Mireille Calmel.
Voir également Michel Orcel, Voyage dans l'Orient prochain, où il est souvent question de l'histoire et de la singulière personnalité et de Saladin.
Il est également mention de Saladin dans la série L'Étoile de pourpre de Serge Dalens.
Il est un personnage secondaire dans le Conte de l'homme de Haute-Égypte et de son épouse franque, des Mille et Une Nuits, où il est nommé Al-Malik an-Nāsir.

### Cinéma et télévision
- 1911 : Le Talisman, par Emilio Ghione
- 1922 : Nathan le Sage, par Fritz Greiner
- 1923 : L'Esprit de la chevalerie, par Charles K. Gerrard
- 1924 : Decameron Nights, par Lionel Barrymore
- 1935 : Les Croisades, par Ian Keith
- 1941 : Salâh ad-Dîn al-Ayyûbi, par Badr Lâmâ
- 1944 : L'Aigle du désert (en), par I. Stanford Jolley (en)
- 1954 : Richard Cœur de Lion, par Rex Harrison
- 1956 : Nathan le Sage, par Franz Schafheitlin
- 1962 : Richard the Lionheart, par Marne Maitland
- 1963 : Saladin (El Naser Salah el Dine), par Ahmed Mazhar
- 1964 : Nathan le Sage, par Heinz Woester (en)
- 1965 : Doctor Who, par Bernard Kay (en)
- 1967 : Das Kriminalmuseum, par Julio Pinheiro (d)
- 1970 :
  - Nathan le Sage, par Jürgen Holtz
  - Saladin l’Ayyubide (Selâhattîn Eyyubi), par Cüneyt Arkin
- 1971 : Up the Chastity Belt, par Derek Griffiths
- 1976 : St. Ives, par Murray Head
- 1978 : La Couronne du diable, par Wensley Pithey
- 1979 : Nathan le Sage, par Siegfried Wischnewski (en)
- 1981 : The Talisman, par Damien Thomas (en)
- 1990 : Nathan le Sage, par Jörg Gudzuhn (de)
- 1992 :
  - De terre et de sang, par Fernando Rey
  - ' 'Richard Cœur de Lion (Richard-Lvinoye serdetse), par Armen Dzhigarkhanyan
- 1993 :
  - Le Chevalier Kenneth, par Armen Dzhigarkhanyan
  - Prison Heat, par Uri Gavriel
- 1994 : Richard the Lionheart : History Maker, Michael Leighton
- 1997 : Richard Cœur de Lion, par Nirmal Chaudri
- 1999 : Saladin, aigle de l’Orient, par Helmy Fouda
- 2004 : Service Natur, par Moussa Maaskri
- 2005 :
  - Kingdom of Heaven, par Ghassan Massoud
  - Richard et Saladin, par Hichem Rostom
- 2006 :
  - Brennendes Herz, par Erhan Emre (en)
  - Robin Hood, par Dominic Minghella et Foz Allan
- 2007 :
  - Arn, chevalier du Temple, par Milind Soman
  - Waiting for Salah-Adin, par Mahmoud Abu Jazi
- 2008 :
  - Heroes and Villains, par Andy Lucas (d)
  - Richard Cœur de Lion, un combattant pour la foi, par Andy Lucas
- 2011 :
  - La Déroute des Templiers, par Mohamed Ait Ouchen
  - Saladin, acteur anonyme
- 2016 : The Sultan and the Kings, par Hassan Sonboli

### Jeux vidéo
- La campagne sarrasine d'Age of Empires II: The Age of Kings retrace son histoire, de la conquête de l’Égypte jusqu'à sa résistance à Acre (présentée ici comme une victoire plutôt qu'une défaite).
- Saladin est également présent comme dirigeant de la civilisation arabe dans les jeux Civilization IV et Civilization VI.
- Dans le jeu Assassin's Creed, on trouve plusieurs références à Saladin.
- Saladin est également présent en tant que héros (unité spéciale) dans Medieval II: Total War, campagne des croisades.
- Saladin est également présent dans le jeu Stronghold: Crusader.
- Le personnage de Big Boss est également comparé à Saladin dans le jeu Metal Gear Solid : lorsque Solid Snake vient à bout de Sniper Wolf, elle-même d'origine kurde, elle croit revoir Saladin à travers les propos du personnage principal du jeu.
- Dans le jeu Les Chevaliers de Baphomet, le personnage principal Georges Stobbart trouve un journal dans lequel apparaît une inscription en bas de la page, c'était écrit : Salah-al-Din 13-45.
- Saladin est présent dans la série de jeux Crusader Kings édité par Paradox Development Studio. Il existe en tant que personnage jouable.